# Nokturnal (mätinstrument)
Nokturnal är ett medeltida nautiskt instrument som användes för att bestämma stjärntiden till sjöss.
Funktionen bygger på att man bestämmer ställningen hos de cirkumpolära stjärnorna och speciellt hur riktningen från de två stjärnor i stjärnbilden Karlavagnen, som pekar ut Polstjärnan, avviker från riktningen från nordmeridianen (från Polstjärnan mot horisontens nordpunkt). 

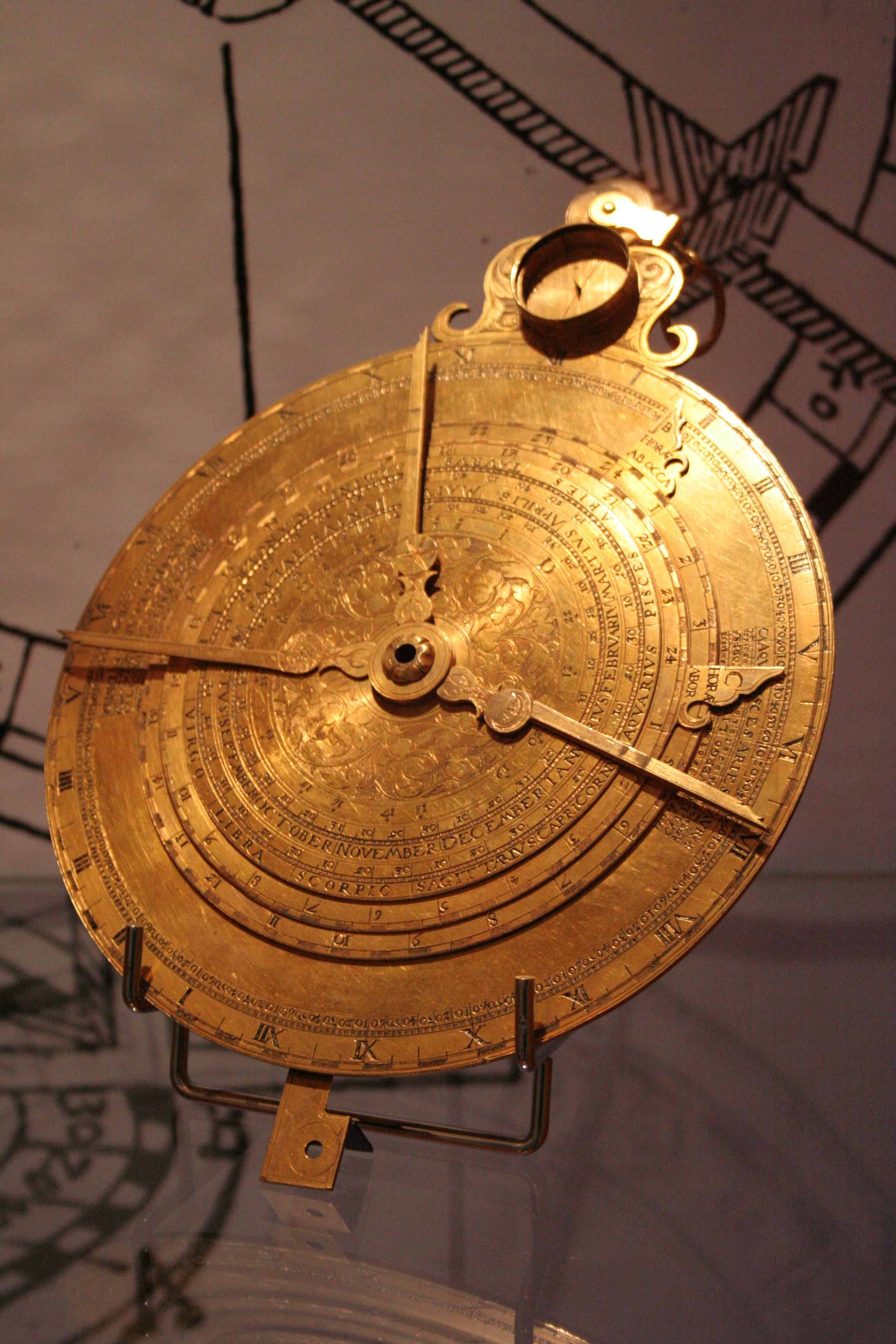
Nokturnal
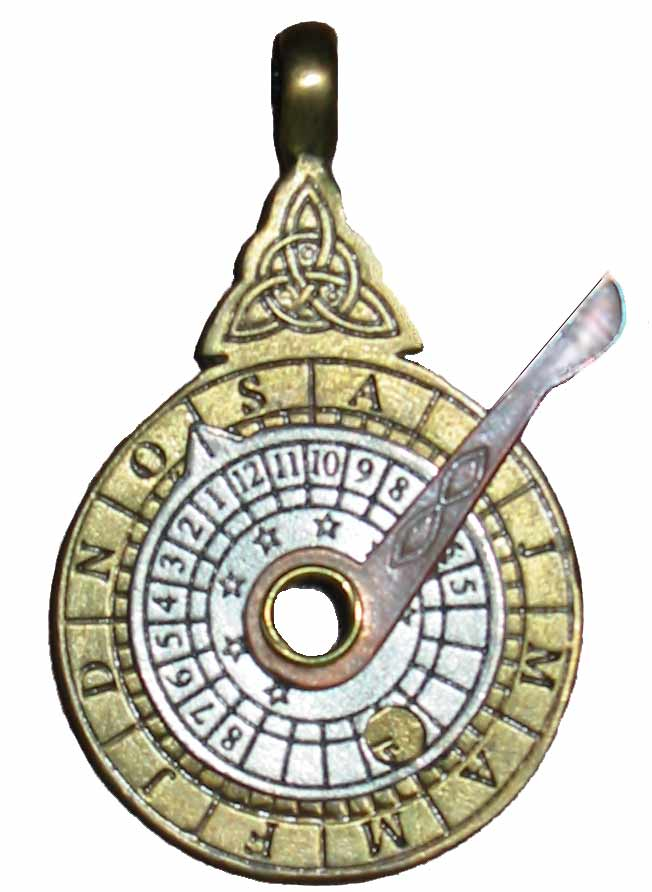
Ett 5 centimeter stort instrument
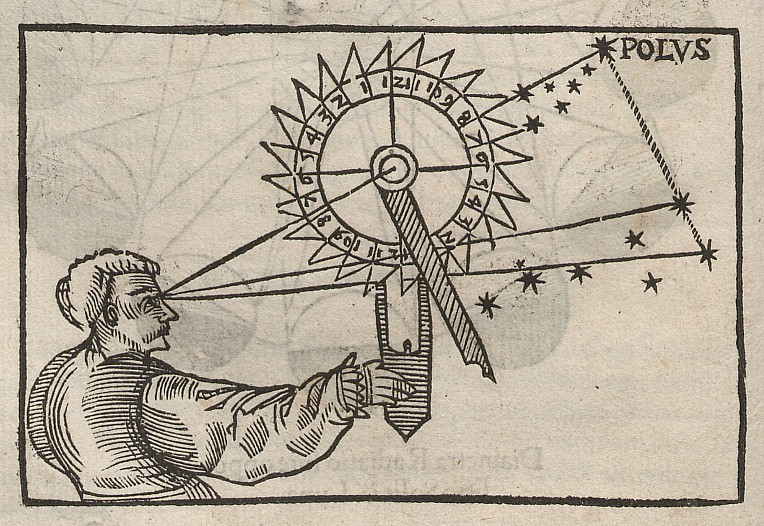
Användning av instrumentet